# Tour Hidalgo
La Tour Hidalgo (en italien : Torre Hidalgo), également connu sous le nom de Torre del Barbiere, est située dans le village de Punta Ala une frazione de Castiglione della Pescaia, dans la province de Grosseto en Toscane.

## Histoire
La fortification a été construite dans la seconde moitié du XVIe siècle, plus précisément en 1577, à l'endroit où se dressait probablement une structure préexistante pour défendre la partie Sud de la côte de la Principauté de Piombino contre d'éventuels raids de pirates ; la frontière avec le grand-duché de Toscane se situait précisément dans la zone située entre la Tour Hidalgo et le château de Punta Ala voisin.
La tour pouvait communiquer visuellement avec la Tour Appiani située sur l'îlot de Sparviero et avec la Tour Civette (Pian d'Alma) située plus au nord le long de la côte, qui constituaient des points de référence fondamentaux pour le système défensif de la principauté de Piombino.
Dans la première moitié du XIXe siècle, toute la zone est devenue une partie du grand-duché de Toscane et, ainsi, la tour a été transformée et utilisée comme maison-tour ; dans la première moitié du siècle dernier, elle a été achetée par Italo Balbo avec le château de Punta Ala.

## Description
La tour Hidalgo est immergée dans le maquis méditerranéen luxuriant et a un plan carré, avec des murs enduits de mortier et une série de meurtrières à divers endroits. Dans l'ensemble, la structure défensive côtière est disposée sur trois niveaux.
L'accès à la tour est possible par une simple porte rectangulaire qui s'ouvre sur la mezzanine, précédée d'un escalier caractéristique, par lequel on peut y accéder, lequel se terminait par un petit pont-levis qui offrait à l'origine de plus grandes garanties de sécurité dans le contrôle des accès à la tour : la préservation du pont-levis est un élément saillant, ayant disparu dans de nombreuses tours côtières à la suite de longues périodes de détérioration ou de post-restructuration. Au sommet de la tour se trouve un mâchicoulis se  terminant en partie haute par un clocher-mur qui ferme une petite fenêtre à lancette en arc rond : la présence du mâchicoulis renforce encore le système défensif de la tour, compte tenu de sa saillie côté accès, juste au-dessus de la partie terminale de la volée d'escalier et du pont-levis.

## Galerie

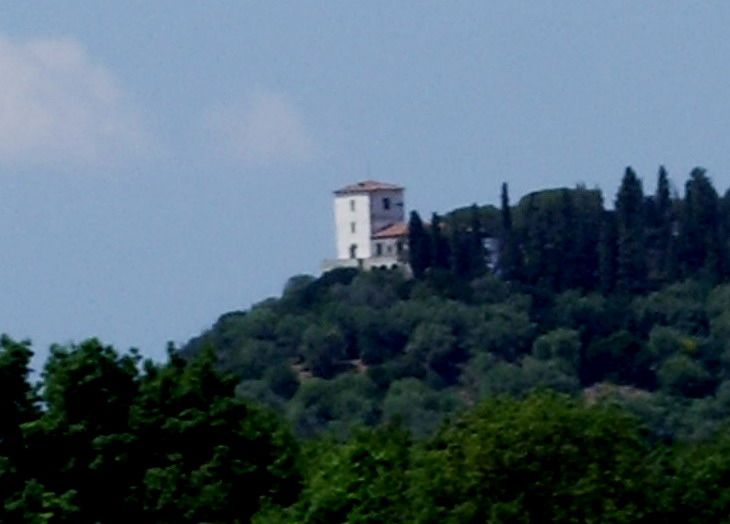
Torre Civette
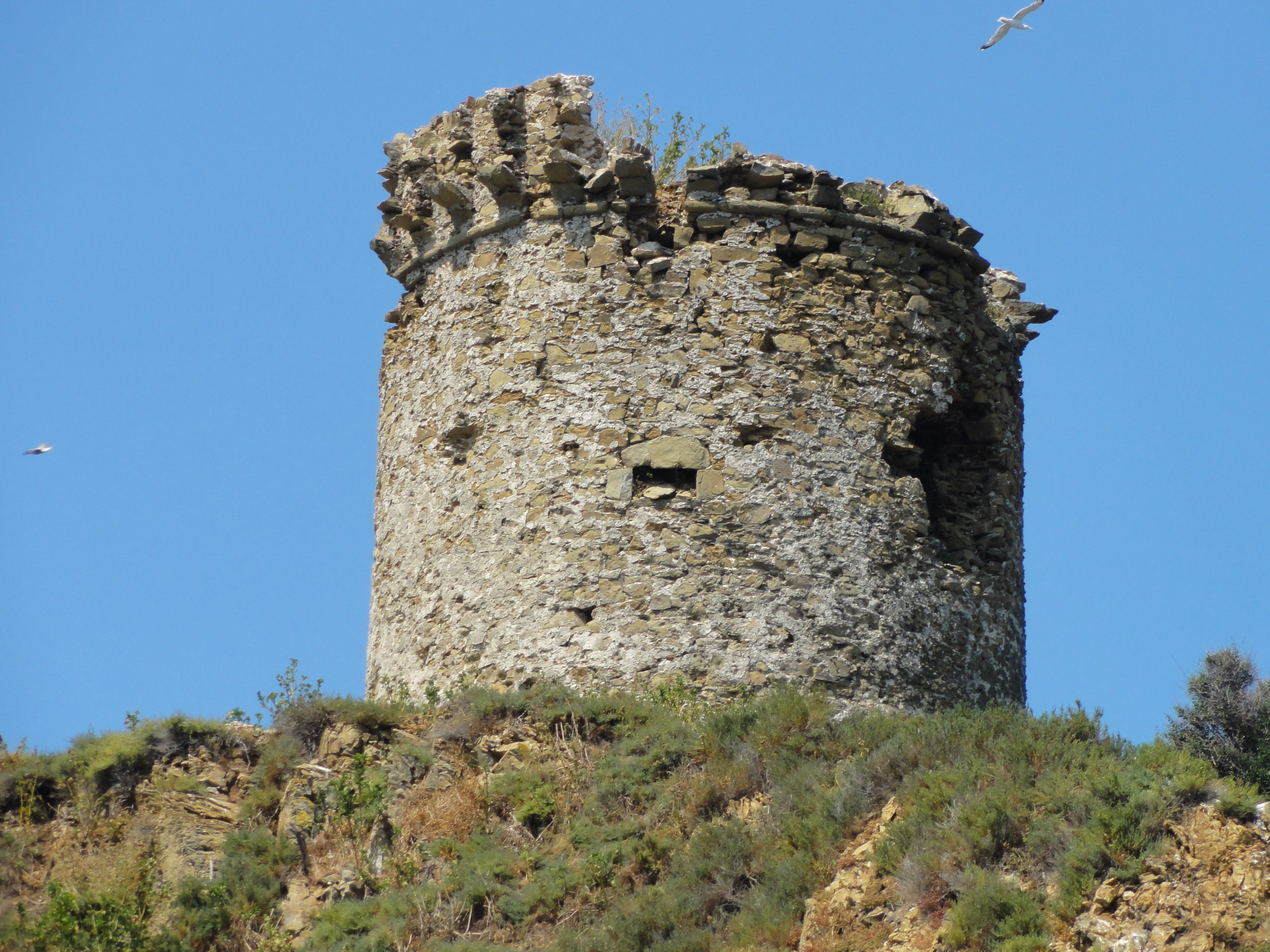
Torre  Appiani